# Virtual Studio Technology
Steinberg's Virtual Studio Technology（一般的にはVST）とは、ソフトウェア・シンセサイザーやエフェクター・プラグインと波形編集ソフトウェアやデジタル・オーディオ・ワークステーション (DAW) 間のリアルタイムなデータ受け渡しを担い各種の加工などを施すプログラムを、プラグインとして提供するための標準的な規格の一つである。この規格に沿って制作されたプラグインは、多くが操作を容易にするためにGUIを採用している。
パッケージソフト、シェアウェア、フリーウェアの形態で数千ものVSTプラグインが存在しており、また多くのDAWで扱えることから、この種の規格の中では最も普及している規格と言える。VSTのライセンスは開発したスタインバーグが保持している。VSTプラグインのSDKが公開されており、C++で書かれている。
本項では本規格に沿ったVSTプラグインについて述べる。

## VSTの歴史
1996年Cubase に VST (Virtual Studio Technology) が搭載された Cubase VSTがリリースされる

1999年スタインバーグ社はVST2形式を発表。

2008年スタインバーグ社はVST3形式を発表。根本的な構造の再構築を行う。

2018年10月をもってVST 2 のメンテナンス、テクニカルサポートを終了し、VST 2 SDK の配布も完全に終了した。

## VSTプラグイン
VSTプラグインはハードウェアを持った音源やエフェクターと同じようにスイッチやノブをマウスで操作できるようなインターフェイスを提供し、また多くのVSTプラグインはキーボードなどのMIDIコントローラー経由で操作することも可能である。
全てのVSTプラグインはDAWなどを母体に動作する構造であり、この場合母体ソフトウェアはVSTホストあるいは略して単にホストと呼ばれる。ホストは自身にVSTプラグインの機能を追加拡張する（できる）利用形態である。
全てのホストではないが、多くのホストはユーザーがVSTプラグインにあるノブを回したり、ボタンを押したりという情報を記録し再現することが可能である。

## 種別
VSTプラグインには3つの種別がある。
VSTインストゥルメント (VSTi)
音そのものを作り出すプラグイン。この種のプラグインは大抵、ソフトウェア・シンセサイザーもしくはソフトウェア・サンプラーである。一番初めに公表されたVSTiはCubaseに付属していた「Neon VSTi」であった。
一部のVSTインストゥルメントは、よく知られたハードウェア音源やサンプラーを、オリジナル製品の音源的性能性格に加え、外見および操作子をもGUIで模倣したものが存在する。これらは、オリジナルそのものが入手困難な（多くは製造停止になっていたり、あまりにも高額である）場合であっても、バーチャルな形ではあるがオリジナルよりも容易に入手・使用できる、という大きなメリットを持つ。しかしながら個人で作られたソフトウェアの中には実在する（した）製品のリバースエンジニアリングに基づいたものや、内包するPCM音源波形の出所や著作権利について不明瞭なプラグインも少なくない。利用する際には知的財産権の侵害にあたらぬよう注意が必要である（作品を{制作当初は予定しなかったとしてものちに}商品にする場合は特に）。
この他にも、古いハードウェアをエミュレートせずに全く新しい音源として制作されたプラグインも多数存在する。いまではむしろ、前述のようなエミュレートされたプラグイン音源はVSTi市場全体のごく一部を担っているに過ぎない。
VSTエフェクト（VSTe、または狭義での "VST"）
インプットした音（外部音源や生楽器、歌などの録音やVSTiが出力した音など）にリバーブ（反響効果）やオーバードライブ（歪み）などの効果を付加するプラグイン。また、音そのものを加工しなくとも、インプットした音を波形や周波数分布などの形で可視化するようなプラグインもある。多くのホストでは、これらのプラグインを複数同時に連携作動させることが可能である。
VST MIDIエフェクト
受け取ったMIDIメッセージを解析し、例えばキーを変えたり（トランスポーザー）、分散和音を作り出したり（アルペジエーター）するプラグイン。